# Pentapedilum pseudotritum
Pentapedilum pseudotritum är en tvåvingeart som beskrevs av Ree och Kim 1988. Pentapedilum pseudotritum ingår i släktet Pentapedilum och familjen fjädermyggor. Inga underarter finns listade i Catalogue of Life.